# Pogrobowiec

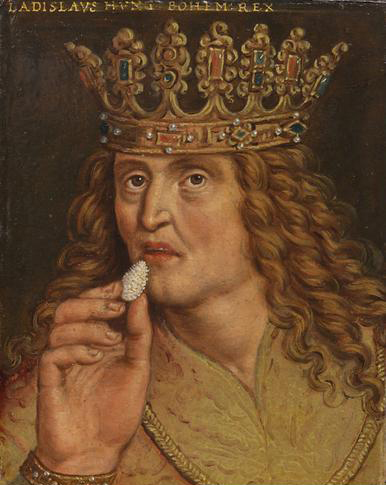
Władysław Pogrobowiec, król czeski z dynastii Habsburgów

Pogrobowiec (łac. posthumus) – dziecko urodzone po śmierci ojca. W średniowieczu określenie to stosowano czasami jako przydomek władców. 
Pogrobowcami byli między innymi:
1. Aleksander IV Macedoński – syn Aleksandra Macedońskiego
2. Agrypa Postumus
3. Tristan – główny bohater legendy o „Tristanie i Izoldzie”
4. Mahomet – najwyższy prorok islamu
5. Władysław Pogrobowiec – król czeski z dynastii Habsburgów
6. Jan I Pogrobowiec – król francuski z dynastii Kapetyngów
7. Kazimierz Sprawiedliwy – książę małopolski z dynastii Piastów (możliwe, że urodził się krótko przed śmiercią ojca[1])
8. Przemysł II – książę wielkopolski z dynastii Piastów
9. Tybald IV – hrabia Szampanii
10. Baldwin V – król Jerozolimy
11. Henryk VII Tudor – król Anglii
12. Jan Kochanowski – syn poety Jana Kochanowskiego
13. Sebastian I Aviz – król Portugalii
14. Isaac Newton – angielski fizyk, matematyk, astronom, filozof[2]
15. Karolina Matylda Hanowerska - królowa Danii i Norwegii jako żona Chrystiana VII Oldenburga.
16. Jonathan Swift – irlandzki pisarz[3]
17. Andrew Jackson – prezydent Stanów Zjednoczonych w latach 1829–1837
18. Anhelli – główny bohater poematu „Anhelli” Juliusza Słowackiego
19. Henryk – hrabia Chambord
20. Alfons XIII – król Hiszpanii
21. Anna Polony – polska aktorka teatralna i filmowa
22. Tomasz Szarota – polski historyk
23. Bill Clinton – były prezydent Stanów Zjednoczonych.